# Todtmoos
Todtmoos è un comune tedesco di 2 022 abitanti,, situato nel land del Baden-Württemberg.